# 黑虎庙镇
黑虎庙镇，是中华人民共和国山東省济宁市梁山县下辖的一个乡镇级行政单位。

## 行政区划
黑虎庙镇下辖以下地区：
截至2020年6月，黑虎庙镇下辖18个行政村：黑虎庙村、河西村、西小吴村、毛庄村、师庄村、祝庄村、黑北村、义和村、程那里村、吴楼村、于楼村、东郭村、包那里村、吕那里村、杨桥村、西张庄村、姚垓村、闫集村；镇人民政府驻黑虎庙村。

## 人口
2010年中国第六次人口普查时，黑虎庙镇共有人口28819人。共有家庭9083户，平均每户3.07人。14岁以下的少年儿童共5822人，占总人口20.20%；15-64岁人口共19915人，占总人口69.10%；65岁及以上的老年人共3082人，占总人口的10.69%。男性共计14657人，占总人口50.85%；女性共计14162人，占总人口49.14%。本地居住的人口中，拥有本地户籍的人口为28227人，占97.94%。

## 建制沿革
明清朝时期，黑虎庙镇境域属于寿张县。
民国元年（1912年）后，隶属郓城县，后属郓北区。
1949年梁山县建县时，黑虎庙镇为梁山县县委县政府驻地。
1958年2月，改为黑虎庙乡。同年八月，撤销乡镇，建立八一人民公社，驻所在黑虎庙。11月2日，梁山县7处人民公社合并为梁山县人民公社，八一人民公社改为八一管理区。
1959年1月20日，八一管理区复改为八一人民公社。
1984年，改建黑虎庙乡，属小路口区。
2010年，撤乡设黑虎庙镇